# صعود به قله نامحتمل
صعود به قلهٔ نامحتمل (به انگلیسی: Climbing Mount Improbable) یک کتاب علمی همه‌فهم است، که توسط ریچارد داوکینز در سال ۱۹۹۶ نوشته شده‌است. کتاب دربارهٔ احتمالات و چگونگی مطرح شدن آن در نظریهٔ فرگشت است؛ و به طور ویژه با هدف پرده‌گشایی از ادعاهای خلقت‌گرایان در مورد احتمال مکانیسم طبیعت‌گرایانه انتخاب طبیعی در به وجود آوردن اندامگان پیچیده نوشته شده‌است.
تمثیل اصلی یک چشم‌انداز جغرافیایی است، که فرگشت در آن تنها به طور تدریجی بالا می‌رود و نمی‌تواند از صخره بالا رود. او نوشته: «کوهی را تصور کنید که یک طرف آن یک دیوارهٔ عمودی است که صعود از آن ناممکن است، اما طرف دیگر این کوه، تا قله شیب ملایمی دارد.» او در این کتاب ایده‌های گوناگونی دربارهٔ چگونگی درآمدن مکانیسم‌های پیچیده از داخل مراحل تدریجی می‌دهد؛ که در وهلهٔ نخست به نظر نمی‌آیند.
ایده‌های اولیهٔ کتاب از سخنرانی علمی داوکینز در کریسمس ۱۹۹۱ به وجود آمده‌است. کتاب توسط همسر داوکینز تصویرگری شده؛ و تقدیم به رابرت وینستون شده‌است؛ که به گفتهٔ داوکینز «یک پزشک و انسان نیک» است.
کتاب دارای ده بخش است:
1. رویارویی با کوه راش‌مور
2. دست و پاگیر ابریشمین
3. پیامی از کوه
4. برخاستن از زمین
5. مسیرهای چهل‌گانه به سوی روشن‌بینی
6. موزهٔ همهٔ صدف‌ها
7. رویان‌های زیبابین
8. دانه‌های گرده و فشنگ‌های جادویی
9. تکرارگر روبات
10. باغی فراگیر شد